# River Clyde
«Ривер-Клайд» (рус. «River Clyde») — британский пароход-угольщик, первое время эксплуатировавшийся по своему прямому назначению, в период Первой мировой войны переоборудованный в транспортно-десантный корабль, а после её окончания ещё полвека эксплуатировавшийся (уже испанскими владельцами) как трамповое судно.
Получил известность, в первую очередь, благодаря своему участию в десантной высадке на мысе Геллес, где ему отводилась одна из ключевых ролей, и которая ознаменовала начало сухопутной фазы Дарданелльской кампании.

## Постройка и служба до Первой мировой войны
Изначально «Ривер-Клайд» был спроектирован для перевозки угля. Постройка судна осуществлялась на верфи № 537 судостроительной кампании Russell & Co. Название кораблю было дано в честь шотландской реки Клайд, на берегах которой расположен город Глазго, где осуществлялось строительство корабля. Производством двигателей занималась компания J.G Kincaid & Co из близлежащего Гринока.